# Fritz Jäger (Sinologe)
Fritz Jäger (* 21. Februar 1886 in München; † 14. Juni 1957 in Calw, Baden-Württemberg) war ein deutscher Sinologe und Dekan an der Universität Hamburg.

## Leben
Nach der Promotion 1909 an der Universität Rostock im Fach Klassische Philologie begann er 1910 bei Otto Franke seine sinologischen Studien. Jäger habilitierte sich 1925 in Hamburg (Sinologie) und wurde 1931 nichtbeamteter a.o. Professor an der Universität Hamburg. Zum 1. Mai 1933 trat er der NSDAP bei (Mitgliedsnummer 3.279.295). Jäger gehörte zu den Unterzeichnern des Bekenntnis der Professoren an den deutschen Universitäten und  Hochschulen zu Adolf Hitler 1933. Jäger verfasste 1934 die Schrift Zur Frage der chinesischen Juden. Nach seiner Assistenzzeit erhielt er 1935 (als Nachfolger von Alfred Forke) den Hamburger Lehrstuhl für Sprache und Kultur Chinas. Von 1938 bis 1941 war Jäger Dekan der Philosophischen Fakultät Hamburg.
Wegen seiner Nähe zum Nationalsozialismus wurde er 1945 amtsenthoben, doch 1947 wieder eingesetzt, ließ sich aber bald pensionieren und wurde 1957 noch förmlich emeritiert. Drei Schüler führte er zur Promotion: Alfred Hoffmann, Herbert Pohl und Heinrich Eggert, der im Kriege fiel.

## Werk
In der Sinologie dachte er über neue Wege nach, so in einem kurzen Aufsatz über eine „Redefigur“ im Shih-chi aus der chinesischen Geschichtsschreibung. Ähnliches gilt für eine 40-seitige Schrift über eine Forschungsreise zu den Yao, einer kleinen Ethnie in Südchina. Weitere Arbeiten galten dem altchinesischen Denker Yang Hsiung, den europäisch-chinesischen Kulturbeziehungen im 16./17. Jahrhundert, ebenso der Geschichte der chinesischen Naturwissenschaft in diesem Zeitraum.
Keine Druckerei in Deutschland besaß einen Satz chinesischer Schriftzeichen, auch sonst waren hier orientalische Schriften nahezu unbekannt. Die Druckerei Augustin in Glückstadt erlangte Weltruhm, auch mittels Fritz Jäger. Otto Franke schreibt in seinen Lebenserinnerungen: „Eine große Hilfe in meiner wissenschaftlichen Tätigkeit erwuchs mir dadurch, daß ein junger, unternehmungsfroher Druckereibesitzer in Glückstadt sich für die Arbeiten des Seminars erwärmte. Er hatte im Winter 1911 in dem meinigen chinesische Drucke gesehen und bewundert“. Jäger engagierte sich stark für Augustin und wies auch die Setzer in die Handhabung chinesischer Schriftsätze ein.
Gewürdigt wurde Fritz Jäger in der Schrift The Present State of the translation from the Shih chi. To the memory of Fritz Jäger (1962) des tschechischen Sinologen Timoteus Pokora.